# Lumpzig
Lumpzig är en ortsteil i staden Schmölln i Landkreis Altenburger Land i förbundslandet Thüringen i Tyskland. Lumpzig var en kommun fram till 1 januari 2019 när den uppgick i Schmölln. Kommunen Lumpzig hade 493 invånare 2018.